# José María del Nido

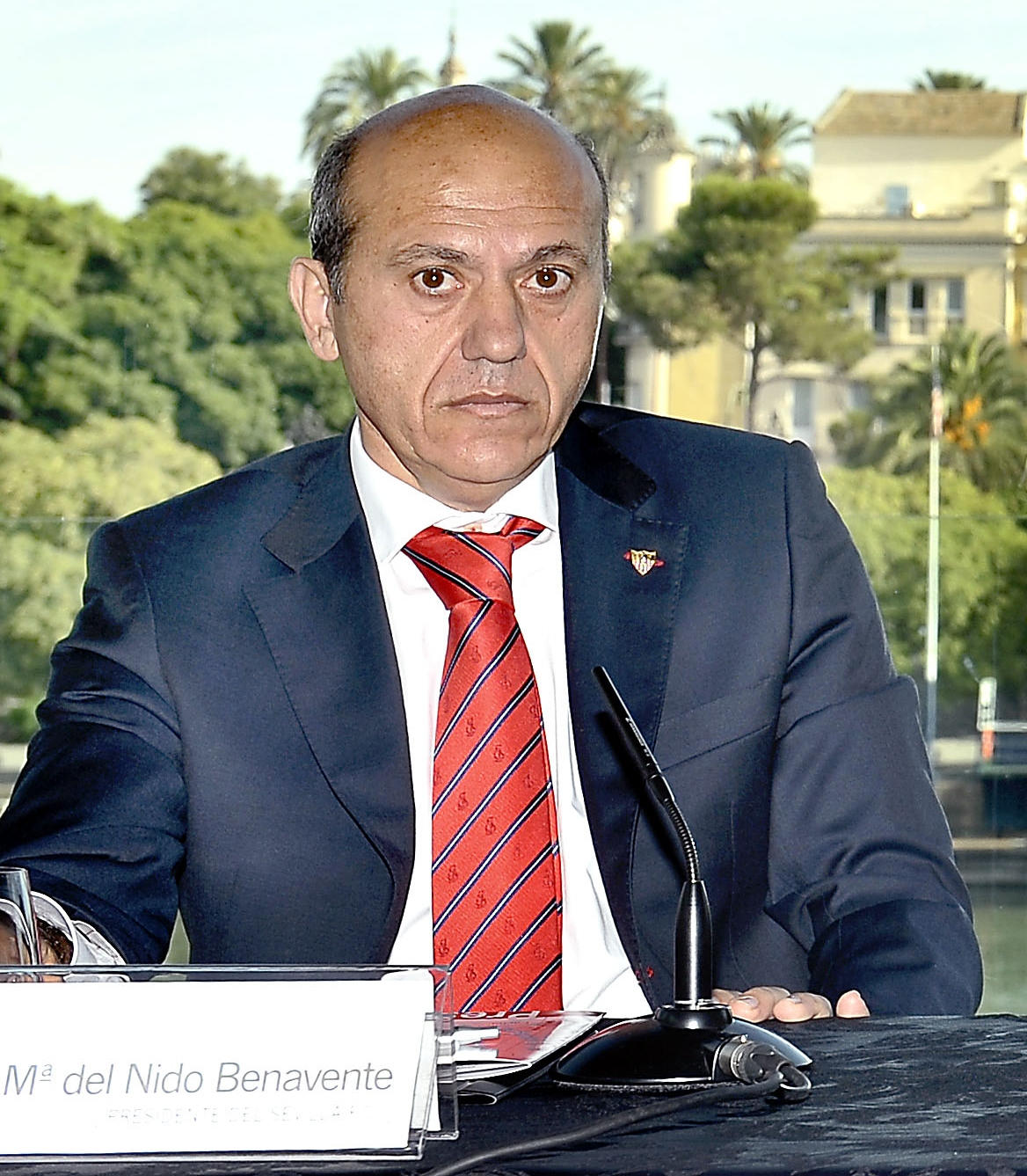
José María del Nido

José María del Nido Benavente (* 6. August 1957 in Sevilla) war vom 27. Mai 2002 bis 9. Dezember 2013 Präsident des FC Sevilla.
Er hat eine Anwaltskanzlei und ist Gesellschafter und Geschäftsführer von Utrera Sevilla Nervión SA (Die Firma besitzt 31,95 % des Aktienkapitals des Clubs Sevilla). Er ist auch Mitglied des Vorstands (Junta Directiva) des spanischen Fußballverbandes (RFEF) und Rechtsberater der Liga de Fútbol Profesional (LFP).
Am 20. Dezember 2011 endete in erster Instanz ein Korruptionsprozess gegen del Nido vor dem Landgericht Málaga, bei dem er zu sieben Jahren und sechs Monaten Gefängnis ohne Bewährung verurteilt wurde. Das Strafmaß lag jedoch deutlich unterhalb der Forderung der Staatsanwaltschaft, die eine 30-jährige Gefängnisstrafe ohne Bewährung gefordert hatte. Del Nido hatte als Rechtsanwalt zwischen 1999 und 2003 der Stadt Marbella falsche Rechnungen über 6,7 Millionen Euro gestellt. Beim Prozess wurde neben del Nido auch sein Nachfolger Julián Muñoz wegen Korruption zu sieben Jahren und sechs Monaten Gefängnis ohne Bewährung verurteilt.

## Belege
1. ↑  Nach Verurteilung wegen Betrugs und Korruption: Sevillas Präsident tritt zurück
2. ↑   http://www.kicker.de/news/fussball/intligen/startseite/562261/artikel_finanzskandal_del-nido-muss-hinter-gitter.html